# Prix Charles-Stark-Draper

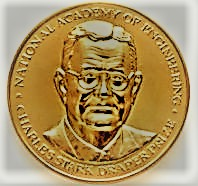
Médaille du prix Charles-Stark-Draper

Le prix Charles-Stark-Draper est décerné chaque année par l'Académie nationale d'ingénierie des États-Unis pour récompenser les avancées dans le domaine de l’ingénierie. Il constitue, avec les prix académiques Russ (en) et Gordon (en), les trois composants du « prix Nobel d'ingénierie. » Le gagnant reçoit une récompense de 500 000 dollars.
Le prix est baptisé d'après le scientifique et père du guidage inertiel Charles Stark Draper, professeur au MIT et fondateur du Laboratoire Draper.

## Lauréats
- 1989 : Jack S. Kilby et Robert N. Noyce
- 1991 : Sir Frank Whittle et Hans von Ohain
- 1993 : John Backus
- 1995 : John R. Pierce et Harold A. Rosen
- 1997 : Vladimir Haensel
- 1999 : Charles K. Kao, Robert D. Maurer et John B. MacChesney
- 2001 : Vinton G. Cerf, Robert E. Kahn, Leonard Kleinrock et Lawrence G. Roberts
- 2002 : Robert Langer
- 2003 : Ivan A. Getting et Bradford W. Parkinson
- 2004 : Alan C. Kay, Butler W. Lampson, Robert W. Taylor et Charles P. Thacker
- 2005 : Minoru S. "Sam" Araki, Francis J. Madden, Edward A. Miller, James W. Plummer et Don H. Schoessler
- 2006 : Willard S. Boyle et George E. Smith
- 2007 : Tim Berners-Lee
- 2008 : Rudolf E. Kalman
- 2009 : Robert H. Dennard
- 2011 : Frances H. Arnold et Willem P.C. Stemmer
- 2012 : George H. Heilmeier, Wolfgang Helfrich, Martin Schadt et T. Peter Brody.
- 2013 : Thomas Haug, Martin Cooper, Yoshihisa Okumura (奥村 善久), Richard H. Frenkiel et Joel S. Engel.
- 2014 : John Goodenough, Yoshio Nishi (西 美緒), Rachid Yazami et Akira Yoshino (吉野 彰)
- 2015 : Isamu Akasaki, M. George Craford, Russell Dupuis, Nick Holonyak, Jr. et Shuji Nakamura
- 2016 : Andrew Viterbi
- 2018 : Bjarne Stroustrup
- 2020 : Jean Fréchet et C. Grant Willson
- 2022 : Steve B. Furber, John L. Hennessy, David A. Patterson, et Sophie M. Wilson
- 2024 : Stuart Parkin